# Amaurobius ausobskyi
Amaurobius ausobskyi är en spindelart som beskrevs av Thaler och Knoflach 1998. Amaurobius ausobskyi ingår i släktet Amaurobius och familjen mörkerspindlar.
Artens utbredningsområde är Grekland. Inga underarter finns listade i Catalogue of Life.